# Tomo Šokota
Tomislav "Tomo" Šokota (Zágráb, 1977. április 8. –), horvát válogatott labdarúgó.
A horvát válogatott tagjaként részt vett a 2004-es Európa-bajnokságon.

## Sikerei, díjai
Dinamo Zagreb
- Horvát bajnok (1): 1997–98, 1998–99, 1999–2000, 2007–08, 2008–09
- Horvát kupagyőztes (1): 1997–98, 2000–01, 2007–08, 2008–09

Benfica
- Portugál bajnok (1): 2004–05
- Portugál kupagyőztes (1): 2003–04

Porto
- Portugál bajnok (1): 2005–06, 2006–07
- Portugál kupagyőztes (1): 2005–06

Egyéni
A horvát bajnokság gólkirálya (2): 1999–2000 (21 gól), 2000–01 (20 gól)